# Min Hae Kyung 9
Min Hae Kyung 9은 대한민국의 가수 민해경의 1989년 발매한 정규 9집이다. 강인원이 프로듀서로 참여한 앨범이며, 활동곡은 첫 번째 눈물을 보면서이다.

## 앨범의 특징
사랑 한 번, 두 번, 세 번, 이별의 초상, 그리운 날엔은 원래 7집과 8집에 처음 수록되었을 당시 각각 당신을 기억할 때마다, 떠나간다고 잊을건가, 말하지 않아도였다.
故김현식의 명곡 사랑했어요가 이 앨범에서 처음으로 리메이크되어 소개되고 있다.
신곡은 첫 번째 눈물을 보면서, 아파하는 그대에게, 그리고 사랑했어요 이 3곡이다.

## 트랙 리스트
| #   | 제목                                           | 작사   | 작곡   | 편곡 | 재생 시간 |
| --- | ---------------------------------------------- | ------ | ------ | ---- | --------- |
| 1.  | 〈첫 번째 눈물을 보면서〉                      | 강인원 | 강인원 | 4:10 |           |
| 2.  | 〈사랑 한번,두번,세번〉                        | 강인원 | 강인원 | 3:30 |           |
| 3.  | 〈존대말을 써야 할 지, 반말로 얘기해야 할 지〉 | 강인원 | 강인원 | 3:29 |           |
| 4.  | 〈사랑했어요〉                                 | 김현식 | 김현식 | 4:10 |           |
| 5.  | 〈이별의 초상〉                                | 한석인 | 한석인 | 3:33 |           |
| 6.  | 〈아파하는 그대에게〉                          | 김인호 | 여진   | 4:10 |           |
| 7.  | 〈약속은 바람처럼〉                            | 장대성 | 전영록 | 3:38 |           |
| 8.  | 〈그리운 날엔〉                                | 한석인 | 한석인 | 3:13 |           |
| 9.  | 〈창가에 흐르는 세월〉                         | 전영록 | 전영록 | 3:11 |           |
| 10. | 〈변명〉                                       | 박건호 | 김재일 | 4:08 |           |

## 같이 보기
- 민해경 디스코그래피